# 9. Königlich Bayerische Infanterie-Brigade
Die 9. Infanterie-Brigade war ein Großverband der Bayerischen Armee. Das Brigadekommando stand in Nürnberg.
1914 war die Brigade Teil der 5. Division. Ihr unterstanden folgende Einheiten:
- 14. Infanterie-Regiment „Hartmann“ in Nürnberg
- 21. Infanterie-Regiment „Großherzog Friedrich Franz IV. von Mecklenburg-Schwerin“ in Fürth und Sulzbach
- Bezirkskommando Amberg

Die Brigade wurde zu Beginn des Ersten Weltkrieges im Rahmen der 6. Armee an der Westfront eingesetzt.

## Kommandeure
| Dienstgrad                   | Name               | Datum                                   |
| ---------------------------- | ------------------ | --------------------------------------- |
| Generalmajor/Generalleutnant | Franz von Berg     | 01. Oktober 1890 bis 17. September 1892 |
| Generalmajor                 | Ludwig Lindhammer  | 18. September 1892 bis 1896             |
| Generalmajor                 | Carl von Horn      | 10. Mai 1896 bis 1900                   |
| Generalmajor                 | Georg Prand        | 01. April 1900 bis 1901                 |
| Generalmajor                 | Siegmund von Weech | 01. April 1901 bis 1903                 |
| Generalmajor                 | Ludwig Sirl        | 03. März 1903 bis 1904                  |
| Generalmajor                 | Leopold Fischer    | 21. September 1904 bis 1905             |
| Generalmajor                 | Karl Fasbender     | 09. April 1905 bis 1907                 |
| Generalmajor                 | Oskar von Xylander | 30. Dezember 1907 bis 1908              |
| Generalmajor                 | August Prager      | 18. November 1908 bis 1910              |
| Generalmajor                 | Robert von Fischer | 23. Oktober 1910 bis 1911               |
| Generalmajor                 | Ernst Rist         | 22. August 1911 bis 1913                |
| Generalmajor                 | Otto von Jäger     | 23. Januar 1913 bis 16. Oktober 1916    |
| Generalmajor                 | August Großmann    | 16. Oktober 1916 bis 11. Januar 1918    |
| Oberst                       | Chrysanth Schöttl  | 11. Januar 1918 bis Kriegsende          |